# مارك بلاكبيرن
مارك بلاكبيرن (بالإنجليزية: Mark Blackburn)‏ هو عالم عملات بريطاني، ولد في 5 يناير 1953 في كامبرلي في المملكة المتحدة، وتوفي في 1 سبتمبر 2011.